# Carlo Meyer

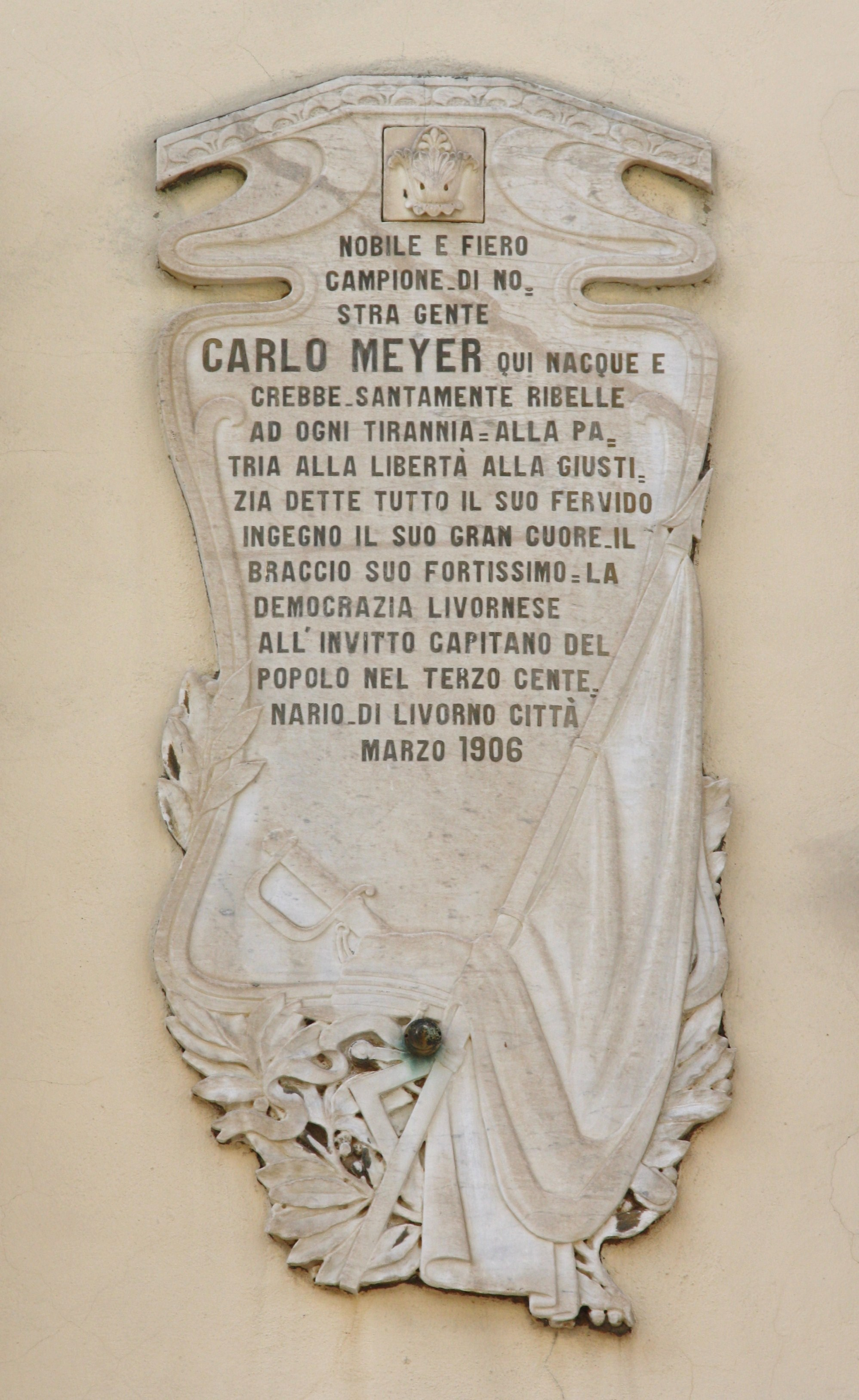
Lapide che ricorda la nascita di Carlo Meyer

Carlo Meyer (Livorno, 14 gennaio 1837 – 3 giugno 1897) è stato un militare e politico italiano.

## Biografia
Carlo Meyer  nacque a Livorno da padre tedesco e madre francese; ciò nonostante si considerò sempre italiano e considerò l'Italia sua unica patria. Si laureò prima in architettura poi in ingegneria e nel 1866 guidò un gruppo di volontari nella Terza guerra d'indipendenza italiana.
Divenuto assessore del comune di Livorno, nel 1866 fece approvare una sovvenzione di 5000 lire per l'acquisto di carabine destinate ad una Società di tiro a segno della quale lui stesso faceva parte, in realtà destinate al “comitato di Soccorso” che raccoglieva i nuovi carabinieri livornesi costituitisi a emulazione di quelli genovesi che nel 1859 si erano distinti tra i Cacciatori delle Alpi e nella Spedizione dei Mille. Dopo l’acquisto le armi, che servivano per la nuova campagna di Garibaldi nell’Agro Pontino, furono conservate prima a Follonica poi spedite a Civitavecchia. Il 16 ottobre Carlo Meyer partì da Livorno con 63 volontari per andar a recuperare le armi con la nave "Garibaldi", ma appena fuori del porto furono intercettati da una cannoniera italiana che, attenendosi ad ordini governativi, arrestò tutti i volontari trasferendoli poi nella Fortezza Vecchia.
L'arresto provocò la reazione della "Fratellanza artigiana" livornese che, dopo lunghe trattative, ottenne la liberazione dei volontari in cambio della consegna delle armi. Il 18 ottobre, al teatro oggi non più esistente Arena Labronica, durante un comizio popolare Carlo Meyer denunciò l'arresto ed il sequestro patito e la volontà di partire nuovamente per aggregarsi alle truppe garibaldine. Il 21 ottobre le armi passarono, con uno stratagemma, nelle mani del fratello di Carlo, Enrico Meyer, che le spedì a Campiglia dove lo stesso Carlo aveva trovato rifugio. Carlo Meyer ed i suoi carabinieri, fallito il tentativo di raggiungere Garibaldi via mare, decisero di proseguire via terra, e si organizzarono in gruppi per raggiungere Terni. Alcuni presero la ferrovia per Firenze, altri si avviarono per strade interne per eludere la vigilanza, questa volta esercitata dai carabinieri propriamente detti cioè quelli “Reali”. Quasi tutti i volontari durante il viaggio si trovarono in difficoltà per mancanza di denaro e di vestiario, vista la fretta della partenza, ma alla fine si riunirono a Terni.
Nel libro di Oreste Paccosi, Ricordi di un vecchio garibaldino mazziniano superstite di Mentana si legge che: “Quella stessa mattina i garibaldini si mettono infatti in marcia verso Mentana. Garibaldi, saputo dell’arrivo dei francesi, decide di passare all’azione. È domenica e la gente di Mentana osserva il passaggio dei volontari con curiosità”. Nel diario la descrizione dell'azione alla quale partecipa Paccosi è breve: lui con i “carabinieri” livornesi è a Villa Santucci e dopo una vivace resistenza contro forze nettamente superiori e meglio armate composte da papalini e francesi, i garibaldini devono ritirarsi e asserragliarsi nel castello di Mentana. In quella fase i carabinieri livornesi restano in retroguardia a proteggere le spalle degli altri reparti. Nelle loro file ci sono morti e feriti compreso il capitano Meyer colpito ad un braccio. Lo stesso Paccosi fu ferito e con il Meyer fu trasportato al riparo in una vicina chiesetta.
Dopo l'Unità d’Italia Carlo Meyer continuò a svolgere attività politica nel Comune di Livorno e successivamente fu eletto alla Camera dei Deputati.
Massone, poco sappiamo della sua vita massonica; si ignora la data e la loggia di affiliazione, ma sappiamo che fu Gran tesoriere del  Grande Oriente d'Italia sotto la maestranza di Adriano Lemmi, aderì al Rito simbolico italiano e negli anni 1891-1895 ricopri la carica di Presidente della Gran Loggia di Rito Simbolico Italiano. Si spense il 3 giugno 1897 e la sua salma riposa oggi a Montenero dove una lapide lo ricorda.
LA MEMORIA DI COLORO
CHE A REDIMER L'ITALIA
OFFRIRONO GIOVINEZZA ED AVERI
REVERENTI S'INCHINANO
INNANZI A QUESTO SEPOLCRO
OVE PER CONCORDE VOLERE DEI LIVORNESI
RIPOSA LA SALMA DI CARLO MEYER
DAL DUCE DEI MILLE CHIAMATO
FRA IL RIMBOMBAR DEI MOSCHETTI
IL BAIARDO LABRONICO»